# Luis Caballero (football)
Pour les articles homonymes, voir Luis Caballero et Caballero.
Luis Neri Caballero Núñez est un footballeur paraguayen, né le 17 septembre 1962 et mort le 6 mai 2005 à Asuncion. Il évoluait au poste de défenseur central.

## Carrière
Il évolue successivement dans les équipes de Club Guaraní, de Club Olimpia, de Club Sol de América et du Deportivo Mandiyú.
Il honore sa première cape en équipe nationale le 7 septembre 1988 en amical contre l'Équateur (victoire 5-1 à Guayaquil). Il participe à la Coupe du monde 1986 au Mexique.
Il prend sa retraite sportive en 1994.
Il meurt à l'âge de 42 ans, tué lors du cambriolage de son bureau.